# Бродна (Великопольське воєводство)
Бродна (пол. Brodna, нім. Brodden) — село в Польщі, у гміні Качори Пільського повіту Великопольського воєводства.
Населення — 159 осіб (2011).
У 1975-1998 роках село належало до Пільського воєводства.

## Демографія
Демографічна структура станом на 31 березня 2011 року:
|          | Загалом | Допрацездатний вік | Працездатний вік | Постпрацездатний вік |
| -------- | ------- | ------------------ | ---------------- | -------------------- |
| Чоловіки | 82      | 16                 | 55               | 11                   |
| Жінки    | 77      | 14                 | 50               | 13                   |
| Разом    | 159     | 30                 | 105              | 24                   |